# Mr. Tinkertrain
Mr. Tinkertrain è un singolo del cantante britannico Ozzy Osbourne, estratto dall'album No More Tears del 1991. È stato realizzato anche un video, diretto dal regista Jeb Brien e registrato durante il tour di promozione del disco (successivamente pubblicato come Live & Loud due anni dopo) 